# The Original Bootleg Series from the Manticore Vaults: Volume Three
The Original Bootleg Series from the Manticore Vaults: Volume Three è un album live del gruppo progressive Emerson, Lake & Palmer.

## Volume Three

### Disco Uno
Anaheim Convention Centre, CA, USA, 10th February 1974
1. Hoedown	Listen
2. Tiger in a Spotlight
3. C'est la Vie
4. Still...You Turn Me On
5. Lucky Man
6. Tank/The Enemy God
7. Karn Evil 1st Impression
8. Karn Evil 2nd Impression
9. Fanfare for the Common Man
10. Take a Pebble
11. Pictures at an Exhibition: Promenade/The Gnome/Promenade [Vocal]/Hut of

### Disco Due
Royal Albert Hall, London, England, 2nd October 1992
1. Eruption/Stones of Years/Iconoclast/Mass V. Manticore/The Battlefield/A - Tarkus
2. Knife Edge
3. Paper Blood
4. Black Moon
5. Close to Home
6. Creole Dance
7. From the Beginning
8. Still...You Turn Me On
9. Lucky Man

### Disco Tre
Royal Albert Hall, London, England, 2nd October 1992
1. Honky Tonk Train Blues
2. Romeo And Juliet
3. Pirates
4. Pictures At An Exhibition
5. Fanfare For The Common Man

### Disco Quattro
Wiltern Theater, LA, USA, March 1993
1. Karn Evil 9
2. Tarkus, Eruption
3. Tarkus, Stones of years
4. Tarkus, Iconoclast
5. Knife Edge
6. Paper Blood
7. Black Moon
8. Close To Home
9. Creole Dance
10. Still...you Turn Me On
11. C'est La Vie
12. Lucky Man
13. Honky Tonk Train Blues
14. Touch And Go
15. Pirates

### Disco Cinque
Wiltern Theater, LA, USA, March 1993
1. Hoedown
2. Promenade
3. Gnome
4. Promenade
5. Hut of Baba Yaga
6. Carl Palmer Solo
7. Great Gates of Kiev
8. Fanfare for the Common Man